# Segestria bella
Segestria bella là một loài nhện trong họ Segestriidae.
Loài này thuộc chi Segestria. Segestria bella được Ralph Vary Chamberlin & Wilton Ivie miêu tả năm 1935.